# Zlatușa, Sofia
Zlatușa (în bulgară Златуша) este un sat în comuna Bojuriște, regiunea Sofia,  Bulgaria. 

## Demografie
Componența etnică a satului Zlatușa
     Bulgari (99%)
     Nicio identificare (1%)
     Altele (0%)
La recensământul din 2011, populația satului Zlatușa era de 100 locuitori. Din punct de vedere etnic, majoritatea locuitorilor (99%) erau bulgari. Pentru 1% din locuitori nu este cunoscută apartenența etnică.